# Olivière de Chaumont
Ne doit pas être confondu avec Ricardo Oliveira.
Olivière de Chaumont, en latin Oliviera (+ 453), avec Radegonde de Chaumont, sont deux saintes de l'Église catholique romaine martyrisées à Chaumont (Haute-Marne) par les Huns d'Attila ; célébrées le 3 février.